# Issilkul
Issilkul (russisch Исилькуль) ist eine Stadt und Verwaltungszentrale im Rajon Issilkul in der Oblast Omsk mit 24.482 Einwohnern (Stand 14. Oktober 2010).

## Geografie
Die Stadt Issilkul liegt im asiatischen Teil Russlands an der Transsibirischen Eisenbahn, 145 km westlich von der Stadt Omsk und 17 km östlich von der Grenze Russlands zu Kasachstan.

## Geschichte
Issilkul wurde 1895 als Siedlung für die Eisenbahnbauarbeiter an der Transsibirischen Eisenbahn gegründet. Ein Jahr später (1896) wurde die Eisenbahnstation Issilkul eröffnet. Seit 1924 ist Issilkul die Verwaltungszentrale im Rajon Issilkul, zu dem 57 Orte und 2800 km² Land gehören. Im Jahr 1945 erfolgte die Ernennung zur Stadt.
Der Name „Issilkul“ stammt von der Bezeichnung des in der Nähe gelegenen Sees „Issil-Kul“, übersetzt aus der kasachischen Sprache bedeutet der Name „Verfaulter See“ (russisch „Гнилое озеро“).

## Bevölkerung und Sprache
Die Bevölkerung besteht überwiegend aus Russen, zu den ethnischen Minderheiten gehören Deutsche, Kasachen und Ukrainer. Als Amtssprache wird die russische Sprache verwendet.
In der Umgebung von Issilkul befinden sich zahlreiche Ansiedlungen von Russlanddeutschen, die schon zu Beginn des 20. Jahrhunderts aus Südrussland und aus der heutigen Ukraine dorthin ausgewandert waren. Ihre Umgangssprachen Deutsch, Wolgadeutsch und Plattdeutsch sind dort bis heute erhalten geblieben.

### Bevölkerungsentwicklung
| Jahr | Einwohner |
| ---- | --------- |
| 1939 | 13.626    |
| 1959 | 25.466    |
| 1970 | 25.958    |
| 1979 | 25.734    |
| 1989 | 26.430    |
| 2002 | 26.549    |
| 2010 | 24.482    |

Anmerkung: Volkszählungsdaten

## Wirtschaftliche Entwicklung
Die Stadt Issilkul besitzt ein Stadion, Betriebe der Lebensmittelindustrie, sowie eine Ziegelbrennerei, ein Betonwerk und eine Möbelfabrik. Eine Eissporthalle mit rund 800 Plätzen wurde 2007 gebaut.

## Klima
- Durchschnittliche Jahrestemperatur – 2,2 °C
- Relative Luftfeuchtigkeit – 72,0 %
- Durchschnittliche Windgeschwindigkeit – 3,1 m/s

## Söhne und Töchter der Stadt
- Irene Langemann (* 1959), deutsche Filmregisseurin
- Sergei Schelpakow (* 1956), Radrennfahrer und Olympiasieger 1980